# Greg Terrion
Patrick Gergory Terrion (Marmora, Ontario, 1960. május 2. – Marmora, Ontario, 2018. szeptember 28.) kanadai jégkorongozó.

## Pályafutása
1977 és 1989 között volt aktív jégkorongozó. Az NHL-ben 1980 és 1988 között játszott két csapatban, összesen 561 alkalommal. A Toronto Maple Leafs színeiben két, a Los Angeles Kingsben hat idényen át játszott az NHL-ben.